# Achaemenes musakensis
Achaemenes musakensis är en insektsart som beskrevs av Van Stalle 1989. Achaemenes musakensis ingår i släktet Achaemenes och familjen kilstritar. Inga underarter finns listade i Catalogue of Life.